# Baltasar Dorantes de Carranza
Baltasar Dorantes de Carranza (México, e/ 1545 y 1550 – desconocido, e/ 1610 y 1612) fue un literato de la primera generación criolla de la Nueva España. Escritor de la Sumaria Relación de las cosas de Nueva España, con noticia individual de los descendientes legítimos de los conquistadores y primeros pobladores españoles, obra de gran importancia.

## Reseña biográfica
Baltasar Dorantes de Carranza nació en México entre 1545 y 1550, descendiente de familias nobles e hidalgas, que poseían grandes mayorazgos.
Fue hijo del capitán Andrés Dorantes de Carranza, soldado de Pánfilo de Narváez y Álvar Núñez Cabeza de Vaca. El nombre de su madre es desconocido, y solo se menciona que fue una viuda que el primer Virrey, D. Antonio de Mendoza, casó con su padre. Luis González escribe que fueron 10 hijos los que tuvo Andrés Dorantes, sin embargo, José F. Ramírez menciona que Baltasar fue el undécimo hijo. De sus hermanos, se lanzan algunos datos biográficos en su libro la Sumaria Relación de las cosas de Nueva España, con noticia individual de los descendientes legítimos de los conquistadores y primeros pobladores españoles.
De su vida se tienen muy pocos datos bibliográficos, siendo la fuente principal su propio libro, "la Sumaria". En dicho libro, habla de su persona en la sección "Quaderno de Pobladores: sus servicios y descendencias", donde habla de la casa de su padre. Como resultado de estos escasos datos, y por ser de la primera generación de criollos, la fecha exacta de nacimiento y defunción son desconocidas. José F. Ramírez informa que la aproximación de su fecha de nacimiento se debe al cálculo del año en que su padre llegó a México.
En la Sumaria, Baltasar relata que heredó de su padre una encomienda que ascendió a un valor de cinco mil pesos cuando se le despojó de la misma, dejándolo en pobres condiciones económicas. Anécdota que cuenta de la siguiente forma: "Y a mi padre y al Capitán Castillo Maldonado, casó el Ilmo. Don Antonio de Mendoza con dos viudas, señoras de pueblos, que el que yo alcancé a heredar valía quando se me quitó, cinco mil pesos de renta, y quedé tan desnudo y en cueros como salió mi padre de la Florida".
También menciona que ocupó el cargo de tesorero del Rey en el puerto de Veracruz, además de otros cargos que no especifica. Los pobladores y conquistadores de la Nueva España lo nombraron procurador general para ir a Castilla ante el rey. Luis González Obregón menciona que seguramente el fin de este nombramiento fue "reclamar honras y premios por los servicios que aquellos habían prestado en las conquistas de tierras, y cuyos hijos, olvidados y pobres, reclamaban auxilios".
Se casó dos veces, y con ambas mujeres tuvo hijos e hijas. Del primer matrimonio, con Doña Mariana Bravo de Lagunas, menciona los siguientes nombres de sus hijos: Andrés, Sancho, Gerónimo, Aldonça y Magdalena. Del segundo matrimonio, con Doña Mariana Ladrón de Guevara, hija de Don Diego Ladrón, tuvo posibles hijas y un hijo llamado Baltasar.
El año de su muerte se calcula entre los años de 1610 y 1612.

## Legado literario
En 1604 escribió el libro "Sumaria Relación de las cosas de Nueva España, con noticia individual de los descendientes legítimos de los conquistadores y primeros pobladores españoles".
El libro contiene las quejas, demandas y solicitudes de los pobladores de la Nueva España; además de resaltar los méritos y servicios de los conquistadores y sus descendientes, y los primeros pobladores de la Nueva España. Luis González Obregón, escribió que en aquella época era habitual escribir para obtener beneficios de gobierno.
El escrito estuvo fuera del dominio público hasta el siglo XX, cuando el Sr. D. José María de Ágreda y Sánchez hace una paleografía del original, pues el manuscrito estaba escrito en caracteres difíciles de entender a simple vista. El libro fue impreso y publicado por primera vez por el Museo Nacional de México.